# Богомолець-Лазурська Наталя Михайлівна
Наталя Михайлівна Богомолець-Лазурська (* 9 листопада 1880, село Лихачів Козелецького повіту Чернігівської губернії, нині Ніжинського (раніше Носівського) району Чернігівської області —† 1958, Київ) — актриса, історик українського театру.

## Життєпис та науковий доробок

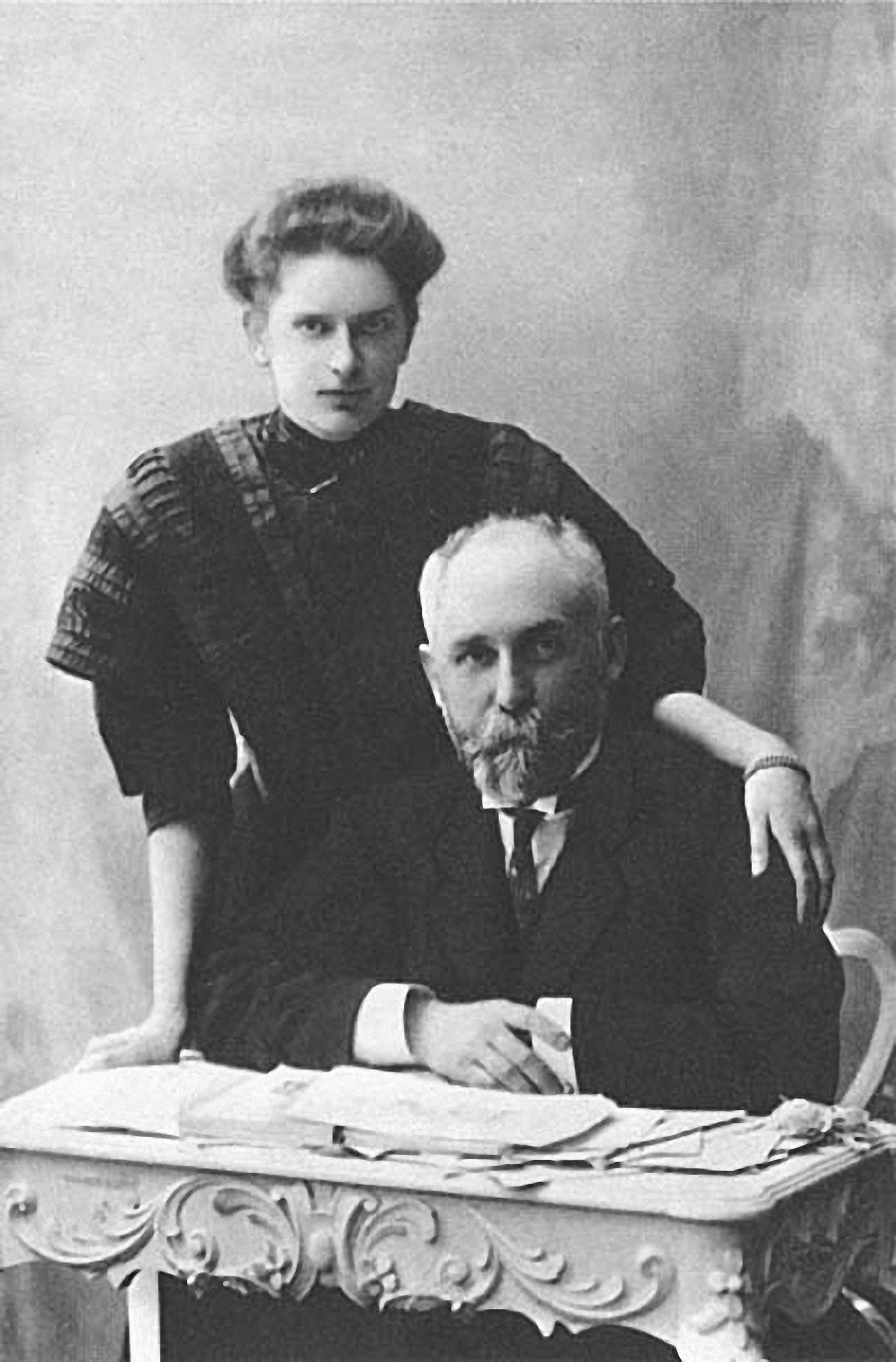
Наталя з чоловіком. 1908 рік

Наталя Богомолець народилась 9 листопада 1880 року в селі Лихачів Козелецького повіту Чернігівської губернії, нині Ніжинського району Чернігівської області, в сім'ї дворянина Михайла Михайловича Богомольця, який був дядьком видатного українського фізіолога, академіка О. Богомольця. 
У 1890-х роках родина жила в Кишиневі, де М. М. Богомолець працював на посаді керівника акцизними зборами Бессарабської губернії. У 1894—1898 роках Наталя навчалася в кишинівській гімназії.
Наприкінці ХІХ — на початку ХХ ст. грала у виставах М. Садовського разом з М. Заньковецькою.
На початку ХХ ст. навчалась на історико-філологічному факультеті Одеських вищих жіночих курсів, брала участь у роботі історико-літературного гуртка.
1908 року вийшла заміж за приват-доцента Імператорського Новоросійського університету В. Ф. Лазурського. 
В одеській пресі публікувала біографічні нариси про діячів українського театру, популяризувала його діяльність. 1917 року разом з чоловіком організувала у Козельці, а потім в Одесі, Українське мистецьке товариство ім. М. Заньковецької.
На шпальтах газет «Одесский листок» та «Молода Украйна» виступала за розвиток української культури, зокрема театру.
На початку 1940-х опублікувала замітку про історію Одеси.
Після смерті чоловіка у 1947 році переїхала до сина в Київ, однак щороку навідувалася до Одеси.
Її головним внеском в історичну біографістику є нарис життя та творчості М. Заньковецької, який, попри лаконічність, вважається найбільш достовірним, адже був схвалений самою актрисою. До того ж вона консультувала І. Дуриліна, автора великої монографії про М. Заньковецьку. Написала спогади про С. Дуриліна та Марка Кропивницького.
Померла в Києві у 1958 році. Похована на Байковому кладовищі.

## Праці
- Богомолець-Лазурська Н. М. Життя Марії Заньковецької. — К.: Державне видавництво образотворчого мистецтва і музичної літератури УРСР, 1961. — 66 с.
- Лазурська Н. З моїх зустрічей // Спогади про Марка Кропивницького. — К., 1990. — С. 133—136.
- Лазурська Н. Творець народного театру // Вінок спогадів про М. К. Заньковецьку. — К., 1950. — С. 162—173.